# 中村 (神奈川県久良岐郡)
中村（なかむら）は、かつて武蔵国・神奈川県久良岐郡にあった村。

## 概要
中村川右岸に位置する。現在の神奈川県横浜市南区の東部にあたる（中村川の右岸、堀割川の左岸）。もとの村域には中区石川町・打越も含まれる。

## 地理
- 川 ： 中村川、堀割川

## 歴史
元は武蔵国久良岐郡石川村の一部。1595年（文禄4年）に石川村が堀之内村、中村、横浜村に分村したが、中村を石川中村または石川村と称することもあった。1873年（明治6年）に石川町、翌1874年（明治7年）に石川仲町をそれぞれ起立して分離。1889年（明治22年）の町村制施行の際も中村単独で施行。1901年（明治34年）に横浜市に編入。

### 沿革
- 1873年（明治6年）5月1日 - 区番組制により、中村が第1区6番組に編入される。
- 1874年（明治7年）6月14日 - 大区小区制により、中村が第1大区5小区に編入される。
- 1878年（明治11年）12月1日 - 郡区町村編制法により、大区小区を廃して久良岐郡並びに町村を復活。
- 1889年（明治22年）4月1日 - 町村制の施行により、中村単独で村制を施行。
- 1901年（明治34年）4月1日 - 横浜市に編入。同日中村廃止。
- 1927年（昭和2年）10月1日 - 横浜市が区制を施行[1]。旧村域が中区になる。
- 1943年（昭和18年）12月1日 - 横浜市中区の寿警察署、大岡警察署管内が分区して南区を新設。打越を除く旧村域が南区へ転属。

## 現在の町名
中村町、唐沢、平楽、八幡町、山谷（いずれも大体の範囲）

## 経済

### 地主・家主
地主は「田辺郷左衛門、田邊佐太郎、田邊ヤエ、田邊亘」、家主は「田邊善太郎」がいた。

## 出身・ゆかりのある人物
- 吉川英治（小説家）
- 榊山潤（小説家）
- 田辺晃（神奈川県多額納税者、東土地合名会社代表社員）
- 田辺郷左衛門（田邊郷左衛門[2]、神奈川県多額納税者、神奈川県会議員、横浜市会議員、横浜植木取締役[2]）